# Fundação DOCOMOMO Ibérico
DOCOMOMO, Documentation and Conservation of building, sites and neighbourhoods of the Modern Movement (Documentação e Conservação dos edifícios, sítios e bairros do Movimento Moderno) é uma organização internacional criada em 1990 com o principal objectivo de inventariar, divulgar e proteger o património arquitectónico moderno do século XX. Para isso configurou uma estratégia geográfica da qual derivou a criação da Fundação DOCOMOMO Ibérico, com sede em Barcelona, que coordena a execução destes objectivos gerais aplicados a Portugal e Espanha.

## História
O projecto de DOcumentação e COnservação do MOvimento MOderno (DOCOMOMO) desenvolve-se no âmbito territorial ibérico desde 1993 a partir da colaboração de diversas entidades e instituições, especialmente dos Colégios de Arquitectos em Espanha, Ordem dos Arquitectos em Portugal, Institutos do Património dos governos autónomos espanhois e entidades dedicadas à difusão da arquitectura. Em 2003 constituiu-se a Fundação DOCOMOMO Ibérico com sede, desde 2009, no Col·legi d'Arquitectes de Barcelona.

## Linhas de Actuação
A concretização dos objectivos da Fundação materializa-se em diferentes linhas de actuação:
- criação de um registo da arquitectura do movimento moderno em Portugal e Espanha
- realização de um inventário da arquitectura do século XX
- formação de um arquivo documental
- realização de congressos
- edição de publicaçőes
- produção de exposiçőes
- participação em iniciativas públicas para a conservação do património arquitectónico moderno
- participação em programas europeus para o estudo da arquitectura do século XX
- promoção do estudo de critérios e técnicas de intervenção sobre o património moderno
- promoção de campanhas de protecção de edifícios
- criação de bases de dados de arquitectura moderna acessíveis na internet
- edição de uma newsletter
- aplicação das novas tecnologias ao campo patrimonial

## Programas

### Actividades de Registo
Abordar o património moderno do século XX de maneira sistemática e exaustiva constitui uma das principais tarefas da DOCOMOMO Ibérico. Em 1993 a DOCOMOMO decide abordar um ambicioso projecto: a detecção dos elementos mais destacados do património arquitectónico moderno do século XX. Nesse momento, apesar de existirem estudos parciais referidos a temáticas ou áreas geográficas concretas, não se tinha realizado nenhum estudo sistemático e exaustivo relativo a este período em Portugal e Espanha. Para isso foi necessário definir uma metodologia de trabalho, critérios de selecção, assim como a atribuição de valores patrimoniais reconheciveis. Apoiados na metodologia da DOCOMOMO Internacional, foram criadas fichas-tipo que articulam a informação de cada um dos bens seleccionados. Com estas bases, a partir de uma investigação centrada em bibliotecas especializadas, arquivos profissionais e administrativos, arquivos privados de engenheiros e arquitectos, apoiada por um extenso trabalho de campo, foram realizados quatro trabalhos de registo sucessivos, desenvolvidos entre 1995 e 2011: um primeiro trabalho genérico e três temáticos dedicados à indústria, à habitação e aos equipamentos. Uma equipa repartida geográficamente, constituida numa Comissão Técnica, analisou de forma conjunta mais de 3.000 edifícios, dos quais se seleccionaram 1.144 que constituem o Registo DOCOMOMO Ibérico e que se documentaram de forma exaustiva. Estes trabalhos deram a conhecer um abundante património repartido por toda a geografia ibérica, e demonstram que o alcance da modernidade no período de estudo nos territórios ibéricos é muito mais extenso do que pensava até então.

### Arquivo Documental
Desde o início das suas actividades de registo, a DOCOMOMO Ibérico tem vindo a reunir numerosa informação relativa às obras incluídas nos seus registos. Esta documentação é composta por material fotográfico e reproduçőes de plantas, assim como por fichas exaustivas dos edifícios. Dado o valor deste fundo documental foi necessário identificar toda a documentação que o compunha. Este trabalho de identificação e arquivo permitiu não só ordenar a documentação, determinar a sua composição exacta e dar-lhe valor, mas também facilitar a sua gestão e permitir o seu acesso a interessados e investigadores. Até à data completou-se a catalogação da documentação relativa ao registo geral e aos registos de indústria, habitação e equipamentos, agrupando 30.000 documentos.

### Exposições
Com o objectivo de divulgar os seus trabalhos de Registo, a Fundação levou a cabo quatro exposições itinerantes. A primeira centrou-se sobre o Registo de Indústria e apresentou-se em Gijón, Oviedo, Murcia, Madrid, Cádiz e Barcelona entre 2005 e 2010. As seguintes, dedicadas à habitação, equipamentos I e equipamentos II realizaram-se em colaboração com os Ministérios da Habitação e Fomento de Espanha (Obras Públicas, Transportes e Comunicações) em 2009, 2010 e 2011, inaugurando-se nas Arquerías de los Nuevos Ministerios em Madrid.

### Seminários e Congressos Internacionais
Paralelamente ao trabalho de Registo, desde 1997, a DOCOMOMO Ibérico realiza seminários e congressos internacionais bi-anuais com o objectivo de aprofundar os temas mais relevantes do movimento moderno e da arquitectura do século XX. O objectivo destes Seminários e Congressos é fomentar o debate em torno da arquitectura moderna do século XX, apresentar investigações em torno dessa temática e criar um fórum de debate entre profissionais e estudiosos do campo da arquitectura mas também de outras disciplinas como a história da arte, a engenharia, etc. Estes Seminários e Congressos abriram-se a peritos do mundo de línguas portuguesa e espanhola bem como aos restantes fóruns internacionais com o fim de partilhar experiências e divulgar o património de Portugal e Espanha. Todos eles têm as respectivas actas publicadas.
- A habitação e a cidade modernas: rupturas e continuidades, 1925-1965, Zaragoza, 1997
- Arquitectura e indústrias modernas. 1900-1965, Sevilha, 1999
- Cultura: origem e destino do movimento moderno, Equipamentos e infraestructuras culturais, 1925-1965. Porto, 2001
- Arquitectura moderna e turismo: 1925-1965, Valencia, 2003
- O GATCPAC* e o seu tempo, Barcelona, 2005 (*Grupo de Arquitectos e Técnicos Catalães pelo Progresso da Arquitectura Contemporânea)
- Renovar-se ou morrer? Experiências, apostas e paradoxos da intervenção na arquitectura do movimento moderno, Cádiz, 2007
- A fábrica: paradigma da modernidade, Oviedo, 2010

### Publicações
La fábrica, paradigma de la modernidad [actas do VII Congresso DOCOMOMO Ibérico], Fundação DOCOMOMO Ibérico,Barcelona, 2012. ISBN 978-84-615-7456-8.

Ocio, comercio, transporte y turismo, 1925-1965, Registro DOCOMOMO Ibérico, 1925-1965, Fundação DOCOMOMO Ibérico/Fundação Caixa de Arquitectos, Barcelona, 2011. ISBN 978-84-937857-7-2.

Lugares públicos y nuevos programas, 1925-1965, Registro DOCOMOMO Ibérico, 1925-1965, Fundação DOCOMOMO Ibérico/Fundação Caixa de Arquitectos, Barcelona, 2010. ISBN 978-84-937857-3-4.

La vivienda moderna, Registro DOCOMOMO Ibérico,1925-1965, Fundação DOCOMOMO Ibérico/Fundação Caixa de Arquitectos, Barcelona, 2009. ESGOTADO

La arquitectura del siglo XX en España, Gibraltar y las regiones francesas de Aquitaine, Auvergne,Languedoc-Roussillon, Limousin, Midi-Pyrénées y Poitou-Charente, Barcelona, 2007. ISBN 978-84-92049-53-0

La arquitectura de la industria, 1925-1965.Registro DOCOMOMO Ibérico, Fundação DOCOMOMO Ibérico, Barcelona, 2004. ISBN 978-84-609-1196-8.

A arquitectura da indústria, 1925-1965. Registo DOCOMOMO Ibérico, Fundação DOCOMOMO Ibérico, Barcelona, 2005. ESGOTADO

L’arquitectura de la indústria, 1925-1965. Registro DOCOMOMO Ibérico, Fundação DOCOMOMO Ibérico, Barcelona, 2005. ESGOTADO
Arquitectura del movimiento moderno: registro DOCOMOMO Ibérico, 1925-1965/Modern Movement Architecture: Iberian DOCOMOMO Register, Fundação DOCOMOMO Ibérico, Barcelona, 1996. ESGOTADO

¿Renovarse o morir? Experiencias, apuestas y paradojas de la intervención en la arquitectura del movimiento moderno. [actas do VI congresso Fundação DOCOMOMO Ibérico], Fundação DOCOMOMO Ibérico, Barcelona, 2008. ISBN 978-84-612-1891-2.

GATCPAC y su tiempo. Política, cultura y arquitectura en los años treinta [actas do V congresso Fundação DOCOMOMO Ibérico], Fundação DOCOMOMO Ibérico, Barcelona, 2006. ISBN 978-84-611-0824-4.

Arquitectura moderna y turismo:1925-1965 [actas do IV congresso Fundação DOCOMOMO Ibérico], Fundação DOCOMOMO Ibérico, Barcelona, 2004. ISBN 978-84-609-2997-0.

Equipamientos e infraestructuras culturales: 1925-1965 [actas do III Seminário DOCOMOMO Ibérico], Fundação DOCOMOMO Ibérico, Barcelona, 2002. ESGOTADO

Arquitectura e industrias modernas: 1900-1965 [actas do II Seminário DOCOMOMO Ibérico], Fundação DOCOMOMO Ibérico, Barcelona, 2000. ESGOTADO

La habitación y la ciudad modernas: rupturas y continuidades [actas do I Seminário DOCOMOMO Ibérico], Fundação DOCOMOMO Ibérico, Barcelona, 1998. ESGOTADO

### Outros Projectos
A Fundação leva a cabo muitos outros projectos para a divulgação e conservação da arquitectura moderna, em particular a colocação de placas informativas em edifícios incluídos nos seus registos, a criação de bases de dados consultáveis online ou a participação em congressos internacionais e seminários dedicados a temáticas específicas.

## Ligações Externas
- Web oficial da Fundação DOCOMOMO Ibérico
- Acesso à base de dados do Registo DOCOMOMO Ibérico
- ARCH XX SUDOE. La arquitectura del siglo XX en España, Gibraltar y las regiones francesas de Aquitaine, Auvergne, Languedoc-Roussillon, Limousin, Midi-Pyrénées y Poitou-Charentes